# Ночная смена (рассказ)
«Ночная смена» (англ. Graveyard Shift) — рассказ в жанре хоррор американского писателя Стивена Кинга, впервые опубликованный в журнале «Cavalier» в октябре 1970 года. В 1978 году рассказ вошёл в авторский сборник «Ночная смена», в 1993 году — в антологию «Комната в башне». Экранизирован в 1990 году под одноименным названием «Ночная смена».

## Сюжет
Холл работает на маленькой прядильной фабрике, где водится множество крыс. Хозяин фабрики направляет бригаду рабочих очистить подвал от расплодившихся крыс в ночную смену. Разгребая хлам столетней давности, им приходится бороться с крысами-мутантами невероятного размера. Вскоре рабочие находят люк в полу. Однако, никто из бригады не знает, что там, на этаже ниже. Наконец, один из них отваживается спуститься вниз.
Огромные крысы, обитающие в этом подвале, сожрали Холла, и всех остальных рабочих, спустившихся в подвал.

## Экранизация
Рассказ был экранизирован в 1990 году под одноимённым названием «Ночная смена» (США, Япония). Режиссёр Ральф С. Синглтон, бюджет 10 500 000 $.

## Переводы на русский
- С. Мануков (Ночная смена)
- О. Гез (Ночная смена)
- А. Мясников (Ночная смена)
- Е. Харитонова, Г. Шульга (О’кей — мальчик из колледжа)
- Н. Рейн (Ночная смена).[1]

## Произведение входит в
- Сборник «Ночная смена» (1978).
- Антология «Комната в башне» (1993).
- Произведение «Тёмные аллеи».[1]